# Сервантес, Луис
Луи́с Робе́рто Серва́нтес Годи́нес (исп. Luis Roberto Cervantes Godínez; род. 9 февраля 2001, Леон, Гуанахуато) — мексиканский футболист, защитник клуба «Леон».

## Клубная карьера
Сервантес — воспитанник клуба «Леон». В 2022 году в матче против УАНЛ Тигрес он дебютировал в мексиканской Примере. 2 апреля 2024 года в поединке против «Некаксы» Луис забил свой первый гол за «Леон».